# Columbus (entreprise)
 (septembre 2008).
Si vous disposez d'ouvrages ou d'articles de référence ou si vous connaissez des sites web de qualité traitant du thème abordé ici, merci de compléter l'article en donnant les références utiles à sa vérifiabilité et en les liant à la section « Notes et références ».
Pour les articles homonymes, voir Columbus.
Columbus est une entreprise italienne produisant des tubes pour vélo de course, ayant son siège à Settala, dans la province de Milan.
Columbus s'est imposée comme fournisseur pour les principaux producteurs de cadres[réf. nécessaire] (Motobécane/MBK par exemple).
Son offre s'étend à différents types de matériaux (fibre de carbone, aluminium, acier).

## Histoire

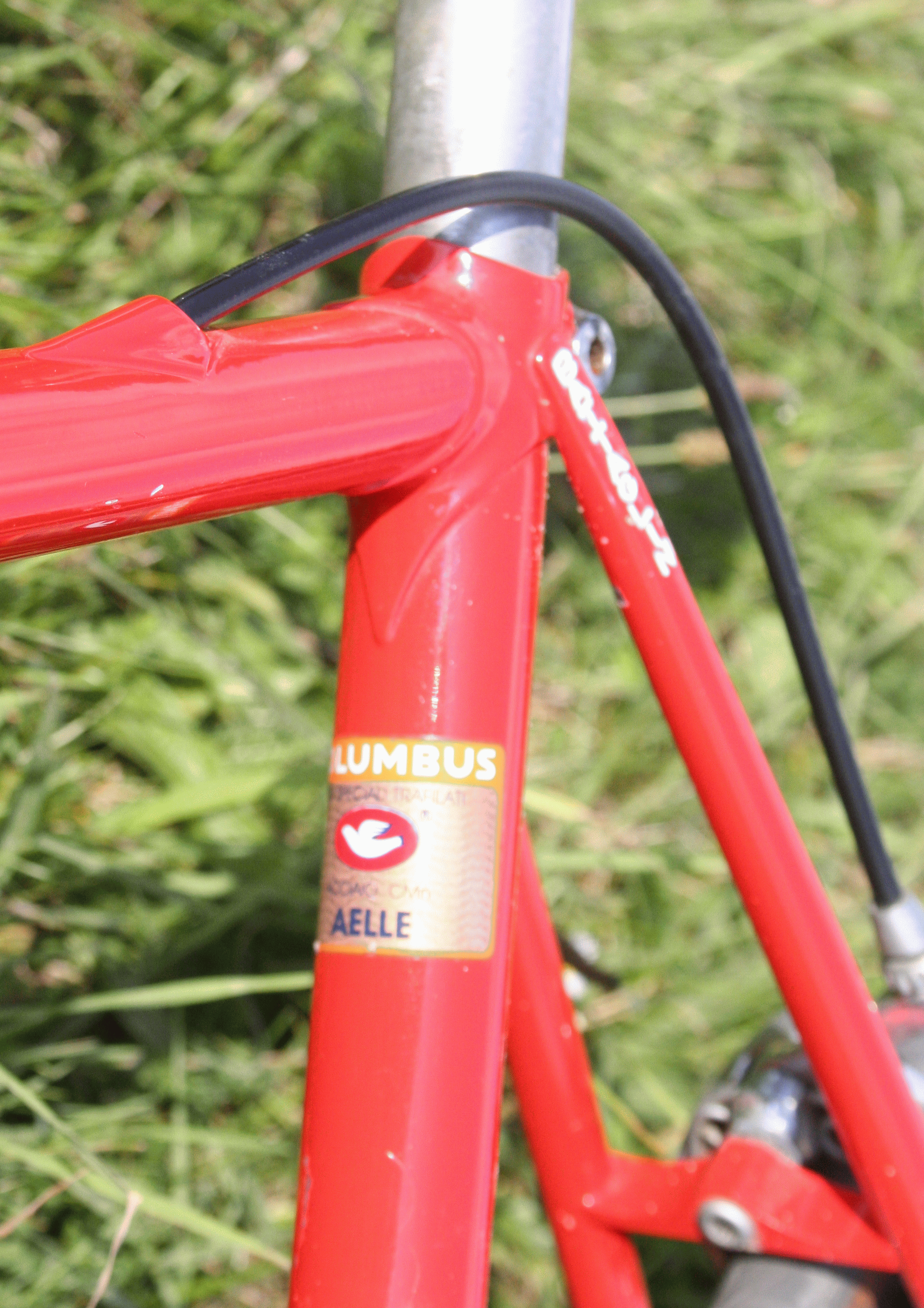
Étiquette Columbus sur un cadre en acier.

Columbus a été fondée en 1919 sous le nom « A.L. Columbo » par Angelo Luigi Colombo, afin de fournir  des tubes pour vélo à quelques-unes des entreprises qui ont fait l'histoire du cyclisme, de Bianchi à Umberto Dei, en passant par Atala (it) et Maino.